# Ganbatyn Bolor-Erdene
Ganbatyn Bolor-Erdene (en mongol: Ганбатын Болор-Эрдэнэ; 26 de marzo de 1995) es un deportista mongol que compite en taekwondo adaptado. Ganó una medalla de plata en los Juegos Paralímpicos de París 2024, en la categoría de –63 kg.

## Palmarés internacional
| Juegos Paralímpicos | Juegos Paralímpicos | Juegos Paralímpicos | Juegos Paralímpicos |
| Año                 | Lugar               | Medalla             | Categoría           |
| ------------------- | ------------------- | ------------------- | ------------------- |
| 2024                | París (Francia)     | Medalla de plata    | –63 kg              |